# 9K121 Wichr
9K121 Wichr (ros. 9К121 Вихрь, w kodzie NATO AT-16 Scallion) – radziecki system rakietowy do atakowania celów powietrznych i naziemnych składający się z wyrzutni 9K121 i kierowanego pocisku rakietowego 9A4172. Znajduje się na wyposażeniu jednostek Sił Zbrojnych Federacji Rosyjskiej i egipskich sił powietrznych.

## Historia
Prace nad nowym kompleksem uzbrojenia rozpoczęto w latach 80. XX w. w Biurze Konstrukcji Przyrządów (ros. АО «Констру́кторское бюро́ приборострое́ния») w Tule pod kierownictwem głównego konstruktora A.G. Szipunowa. Opracowane założenia zakładały stworzenie pocisku przeciwpancernego dla śmigłowców szturmowych Ka-50 i Mi-28 oraz samolotu szturmowego Su-25T. Kompleks składa się z kierowanych pocisków rakietowych 9A4172K Wichr, wielokanałowego systemu łączności, naprowadzania i kierowania ogniem. Zapewnia pełną autonomię pocisku po jego wystrzeleniu.
Pierwsza wersja kompleksu Wichr z kierowanym pociskiem rakietowym 9A4172 została wprowadzona do użytku w 1985 roku. Przeprowadzono testy porównawcze, które wykazały wyższość systemu Wichr nad systemem 9M120 Ataka. Zostały użyte z sukcesem w październiku 1986 r. podczas ćwiczeń na poligonie w rejonie Gorochowiecka. W 1990 r. wprowadzono do użytku zmodyfikowane pociski, które otrzymały oznaczenie Wichr-M. Nowa wersja pozwala na niszczenie pojazdów opancerzonych, umocnień i celów powietrznych poruszających się z niewielkimi prędkościami.

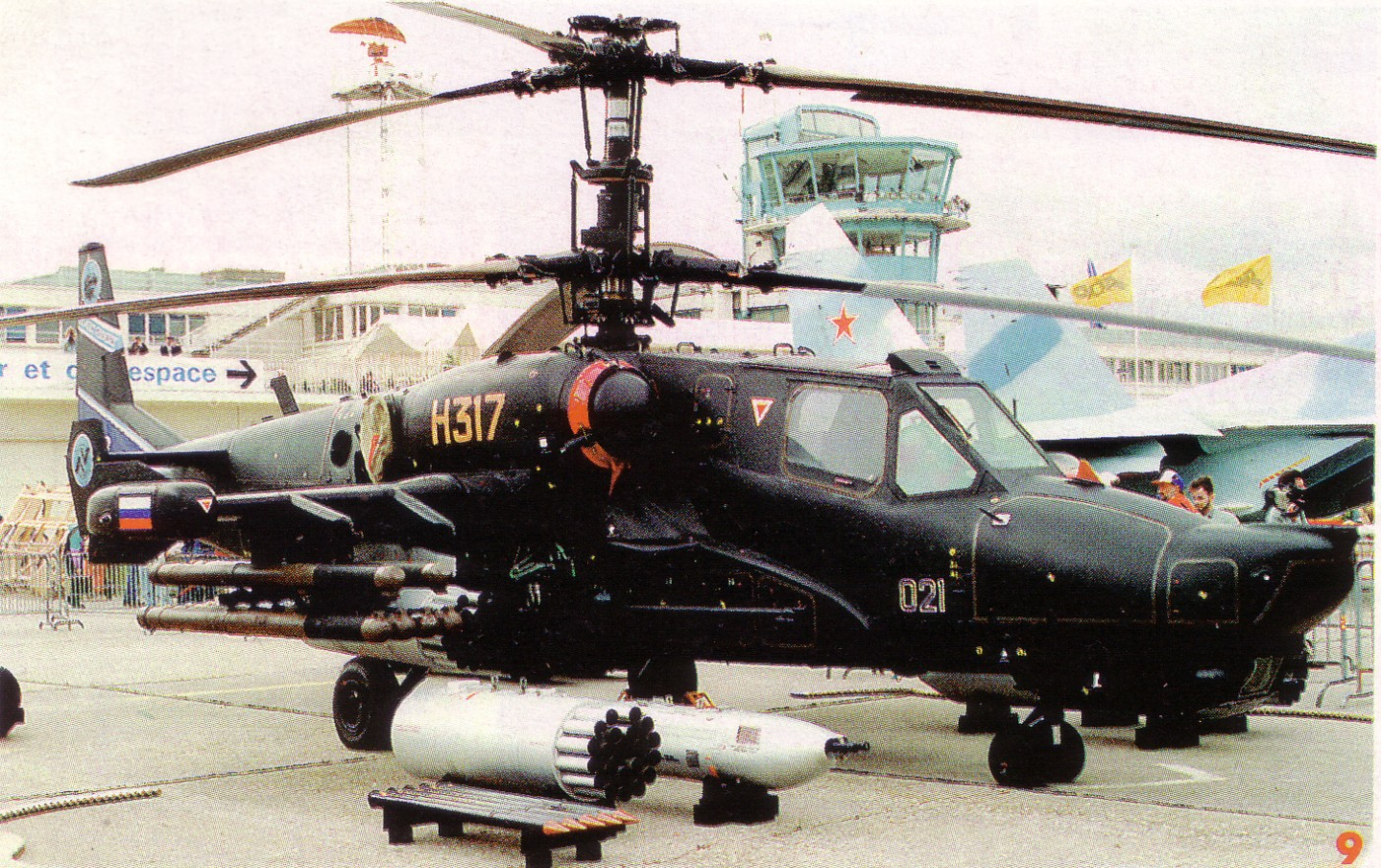
Śmigłowiec Ka-50 uzbrojony w pociski Wichr, Paryż 1993 r.

Nowa konstrukcja, powstała w wyniku tych prac, została zaprezentowana w 1993 r. na targach broni w Dubaju oraz jako wyposażenie śmigłowca Ka-50 na Międzynarodowym Salonie Lotniczym Le Bourget w Paryżu.
Na potrzeby marynarki wojennej Federacji Rosyjskiej opracowano wariant morski. Są to cztery pociski Wichr zamocowane na podstawie armaty morskiej AK-630M, system można montować zarówno na okrętach wojennych jak i na niewielkich łodziach patrolowych (od 20 ton wyporności). Pozwala na rażenie zarówno celów powietrznych jak i morskich. Zmodyfikowany system otrzymał oznaczenie Wichr-K.
Zastosowane rozwiązania pozwalają na używanie rakiety na dystansie od 500 do 8000 metrów. Wersja Wichr-M dysponuje zasięgiem 10 000 m w dzień, w nocy zasięg spada do 6000 m. Pocisk osiąga prędkość 600 m/s, co pozwala mu na pokonanie dystansu 10 km w 28 s. Wichr jest naprowadzany w wiązce laserowej generowanej przez podświetlacz celu systemu I-251 Szkwał, który ma układ automatycznego śledzenia i podświetlania celu pozwalający mu na samodzielną korektę toru lotu pocisku. System kierowania ogniem nosiciela pozwala na jednoczesne atakowanie jednego celu dwoma pociskami. Samolot Su-25 może przenosić 16 rakiet na dwóch belkach podwieszeń APU-8, śmigłowiec Ka-52 może przenosić 12 pocisków na dwóch belkach podskrzydłowych. Pociski Wichr mogą służyć do zwalczania celów powietrznych poruszających się z prędkością do 800 km/h (do 600 km/h przy kursach spotkaniowych). Ponadto nosicielami pocisku mogą być śmigłowce Mi-28N, Mi-8 oraz Mi-17.
Pierwszą umowę na seryjną produkcję pocisków Ministerstwo Obrony Rosji zawarło w 2013 r. z zakładami Iżmasz (ОАО «НПО «Ижмаш») w Iżewsku. Zamówienie miało wartość 13 mld rubli, termin zakończenia dostaw przewidziano na 2015 r. Dostawy zostały opóźnione z powodu problemów z jakością techniczną dostarczonych pocisków, zdaniem producenta przyczyną problemów były trudności w pozyskaniu zagranicznych komponentów niezbędnych do ich zbudowania. Koncern Kałasznikowa, którego częścią są zakłady w Iżewsku, uzyskał kolejne rządowe zamówienia w 2016 r., aby im podołać w 2017 r. zwiększył zatrudnienie o 1700 pracowników oraz wprowadził trzyzmianowy system pracy na swoich liniach produkcyjnych. Zwiększone zapotrzebowanie na pociski wynikało m.in., ze sprzedaży 46 śmigłowców Ka-52 Egiptowi, który zamówił również 1000 pocisków Wichr.
Użycie bojowe rakiet Wichr-M odnotowano w 2015 r. Podczas konfliktu w Syrii śmigłowiec Ka-52 zaatakował przy ich użyciu grupę bojowników Państwa Islamskiego. W grudniu 2021 r. przeprowadzono testy wykorzystania pocisków Wichr-M przez drony uderzeniowe Orion, które zakończyły się pomyślnie.

## Konstrukcja
Pocisk rakietowy jest zbudowany w układzie aerodynamicznym kaczki. Jest przechowywany w kontenerze, który jednocześnie stanowi jego wyrzutnię. Producent gwarantuje 10-letni okres przechowywania pocisku w kontenerze.
W przedniej części rakiety znajduje się usterzenie oraz głowica bojowa. Możliwe jest zamontowanie przeciwpancernej głowicy tandemowej, burzącej z ładunkiem paliwowo-powietrznym oraz przeciwlotniczej z głowicą odłamkową wyposażoną w zapalnik zbliżeniowy. W części środkowej rakiety znajdują się zbiornika paliwa stałego oraz dwie dysze silnika marszowego, które jednocześnie nadają pociskowi ruch obrotowy. W tylnej części rakiety znajdują się cztery rozkładane powierzchnie stabilizujące w układzie X oraz układ sterujący sterujące z odbiornikiem promieniowania laserowego.
Głowica tandemowa zapewnia przebicie 1000 mm jednorodnego pancerza osłoniętego pancerzem reaktywnym.